# Крылово (Дзержинский район)
Крыло́во (бел. Крыло́ва) — деревня в составе Станьковского сельсовета Дзержинского района Минской области Беларуси. Деревня расположена в 12 километрах от Дзержинска, 34 километрах от Минска и 10 километрах от железнодорожной станции Койданово.

## История
В 1600 году, деревня упоминается при размежевании земель в Минском повете Минского воеводства Великого княжества Литовского. После второго раздела Речи Посполитой (1793 год) в составе Российской империи. В 1800 году — село и фольварк, действовали деревянная униатская церковь, мельница, владение Радзивиллов.
В середине XIX—начале XX века деревня в Станьковской волости Минского уезда Минской губернии. В 1897 году — 152 жителя, фольварк Крылово принадлежал графу Чапскому. В 1917 году — 236 жителей, в одноимённом урочище — 1 двор, 9 жителей. 
С 9 марта 1918 года в составе провозглашённой Белорусской Народной Республики, однако фактически находилась под контролем германской военной администрации. С 1 января 1919 года в составе Советской Социалистической Республики Белоруссия, а с 27 февраля того же года в составе Литовско-Белорусской ССР, летом 1919 года деревня была занята польскими войсками, после подписания рижского мира — в составе Белорусской ССР. С 20 августа 1924 года — деревня в Станьковском сельсовете Койдановского района Минского округа. С 29 июня 1932 года в Дзержинском районе, с 31 июля 1937 года — в Минском, с 4 февраля 1939 года вновь в Дзержинском районе, с 20 февраля 1938 года — в Минской области. В 1926 году — 58 дворов, 301 житель. В годы коллективизации организован колхоз. 
В Великую Отечественную войну с 28 июня 1941 года до 7 июля 1944 года под немецко-фашистской оккупацией. Во время войны на фронте погибли 7 жителей деревни. В 1960 году — 58 жителей, в 1991 году — 10 дворов, 13 жителей. Деревня входила в колхоз имени Ленина. В 2009 году в составе агрокомбината «Дзержинский».

## Население
| Численность населения (по годам) | Численность населения (по годам) | Численность населения (по годам) | Численность населения (по годам) | Численность населения (по годам) | Численность населения (по годам) | Численность населения (по годам) |
| 1800                             | 1897                             | 1917                             | 1960                             | 1991                             | 1999                             | 2004                             |
| -------------------------------- | -------------------------------- | -------------------------------- | -------------------------------- | -------------------------------- | -------------------------------- | -------------------------------- |
| 152                              | ↗ 236                            | ↗ 301                            | ↘ 58                             | ↘ 13                             | ↘ 9                              | → 9                              |
| 2010                             | 2017                             | 2018                             | 2020                             |                                  |                                  |                                  |
| ↗ 11                             | ↘ 7                              | → 7                              | ↗ 8                              |                                  |                                  |                                  |